# Markaz Armant
Markaz Armant (arabiska: مركز أرمنت) är en region i Egypten.   Den ligger i guvernementet Qena, i den centrala delen av landet, 500 km söder om huvudstaden Kairo.